# Mont Anderson
Pour les articles homonymes, voir Anderson.
Le mont Anderson est un sommet des montagnes Olympiques (Olympic Mountains en anglais). Il est situé sur la péninsule Olympique à l'intérieur du parc national Olympique à l'ouest de l'État de Washington (États-Unis).